# 邪見
邪見，佛教術語，指不正確、愚昧的見解，為正見的反義詞，通常可以等同於惡見。作為五惡見之一的邪見，特指其他宗教教派提出的錯誤見解。

## 概論
邪見，為不正確、有害、與法不相符的見解，一般來說可以等同於惡見，為正見的反義詞，根源為無明。這些錯誤見解可以被歸納為五者，分別為有身見、邊執見、邪見、見取、戒禁取五类知见，佛教認為這些錯誤見解會妨礙一個人的解脫。
五惡見中的邪見，為當時其他宗教教派（外道）的見解，特別是佛教同时代六師外道的教義。這些學說違反佛教基本見解，認為無有四聖諦、無有因果等。

## 详述
在《發智論》中，将邪见分为谤因、谤果、谤道、谤灭四类，即谤因果邪见和谤道果邪见：

### 謗因果邪見
- 無施與，無愛樂，無祠祀，無妙行惡行，無妙行惡行果。[7]
- 無父，無母。無此世，無他世。無化生有情。[7]
- 造教造，煮教煮，害教害，殺諸眾生，不與取，欲邪行，知而妄語，故飲諸酒，穿牆解結，盡取所有，守阨斷道，害村害城，害國生命，以刀以輪，擁略大地，所有眾生，斷截分解，聚集團積，為一肉聚，應知由此，無惡，無惡緣，於殑伽南，斷截撾打，於殑伽北，惠施修福，應知由此，無罪福，亦無罪福緣，布施愛語利行同事，攝諸有情，皆無有福。[8]
- 無因無緣，令有情雜染，非因非緣，而有情雜染；[9]無因無緣，令有情無智無見，非因非緣，而有情無智無見。[10]
- 無力，無精進，無力精進，無士，無威勢，無士威勢，無自作，無他作，無自他作，一切有情，一切生，一切種，無力，無自在，無精進，無威勢，定合性變，於六勝生，受諸苦樂。[11]
- 一切士夫、補特伽羅，所受皆是無因無緣。
- 所受苦樂，非自作，非他作，無因而生。[12]

### 謗道果邪見
- 世間無阿羅漢，無正至，無正行此世他世，即於現法，知自通達，作證具足住，我生已盡，梵行已立，所作已辦，不受後有，如實知。[7]
- 無因無緣，令有情清淨，非因非緣，而有情清淨；[13]無因無緣；令有情智見；非因非緣；而有情智見。[14]